# Поткин, Владимир Алексеевич
Влади́мир Алексе́евич По́ткин (род. 28 июня 1982, Рыбинск) — российский шахматист, международный гроссмейстер (2001 год) и гроссмейстер России (30 ноября 2011 года), чемпион Европы (2011 год), заслуженный тренер России (2023 год), кандидат педагогических наук. 

## Биография
Родился 28 июня 1982 года в Рыбинске в семье шахматистов: отец — мастер спорта Алексей Витальевич Поткин, который и стал первым тренером и заложил основы шахматного развития; мать — перворазрядница. С 10 лет участвовал в детских и юношеских турнирах. Окончил шахматное отделение  Российского государственного университета физической культуры, спорта и туризма. Работал со многими известными тренерами, своим шахматным ростом в основном обязан Игорю Зайцеву, Марку Дворецкому и Евгению Свешникову.
Живет в Москве.
В 2001 году стал гроссмейстером, выполнив третью норму в чемпионате Украины. Занимался с Игорем Аркадьевичем Зайцевым. В 2011 году выиграл 12-й чемпионат Европы во французском Экс-ле-Бене. 
В Кубке Мира 2011 года Владимир оказался главным героем первой половины дистанции. Он выбил из борьбы Никиту Витюгова, Алексея Широва и едва не прошел Александра Грищука. На Суперфинале чемпионата России 2012 года разделил первое место и участвовал в дополнительном матч-турнире шести игроков. 
Максимальный рейтинг ЭЛО- 2684.
Как тренер с 2006 года несколько лет работал с Левоном Ароняном.  Тренерский дебют оказался успешным.  В 2007 году Левон Аронян обыгрывает Алексея Широва и Магнуса Карлсена на турнире Претендентов в Элисте и выходит на чемпионат мира. Сотрудничество с Левоном продолжается на турнирах в Линаресе-Морелии. 
С 2007 года главный тренер Яна Непомнящего.
Аэрофлот-опен 2008 года - первый турнир, где Владимир Поткин становится секундантом Яна. Одержав победу в турнире, Ян получает путевку на свой первый супер-турнир в Дортмунде.
В 2010 году на Олимпиаде в Ханты-Мансийске Владимир становится капитаном молодежной сборной России. 
В 2012 году на этапе гран-при по шахматам в Ташкенте был секундантом Александра Морозевича.
С 2012 по 2018 год - один из тренеров мужской сборной России.
С 2018 года по настоящее время - один из тренеров женской сборной России.
В 2014 году на турнире Претендентов в Ханты-Мансийске входит в тренерский штаб Сергея Карякина.
В 2016 году Владимир Поткин возглавляет тренерский штаб Сергея Карякина на турнире Претендентов в Москве и в матче на Первенство Мира в Нью-Йорке.
В 2018 году на турнире Претендентов в Берлине входит в тренерский штаб Александра Грищука.
На турнире Претендентов 2019-2020 года Владимир Поткин возглавляет тренерский штаб Яна Непомнящего.  Ян Непомнящий становится победителем турнира Претендентов в Екатеринбурге и выходит на матч за звание чемпиона мира. 
В 2022 году Владимир Поткин вновь помогает Яну Непомнящему выиграть турнир Претендентов в Мадриде. 
В 2011 году защитил диссертацию на соискание ученой степени кандидата педагогических наук по теме «Структура и содержание тренировочного процесса шахматистов высшей квалификации на основе инновационных компьютерных программ» (диссертация и автореферат по ВАК РФ 13.00.04) под руководством Евгения Павловича Линовицкого. 
В 2016 году получил звание старшего тренера ФИДЕ.
В 2021 году награжден медалью ордена «За заслуги перед Отечеством» II степени.
20 июля 2023 года награжден Золотым знаком Федерации шахмат России за огромный персональный вклад в сохранение традиций отечественной шахматной школы.

## Спортивные достижения
| Год  | Город      | Турнир                | + | − | =  | Результат | Место |
| ---- | ---------- | --------------------- | - | - | -- | --------- | ----- |
| 1999 | Москва     | 52-й чемпионат России |   |   |    | из        |       |
| 2001 | Элиста     | 54-й чемпионат России | 2 | 2 | 5  | 4½ из 9   | 27—37 |
| 2002 | Краснодар  | 55-й чемпионат России | 2 | 3 | 4  | 4 из 9    | 32—43 |
| 2003 | Красноярск | 56-й чемпионат России | 1 | 3 | 5  | 3½ из 9   | 64—74 |
| 2010 | Москва     | 63-й чемпионат России | 0 | 1 | 10 | 5 из 11   | 7—10  |
| 2011 | Экс-ле-Бен | 12-й чемпионат Европы | 6 | 0 | 5  | 8½ из 11  | 1     |

## Изменения рейтинга
| Графики недоступны из-за технических проблем. См. информацию на Фабрикаторе и на mediawiki.org. |